# 마다바

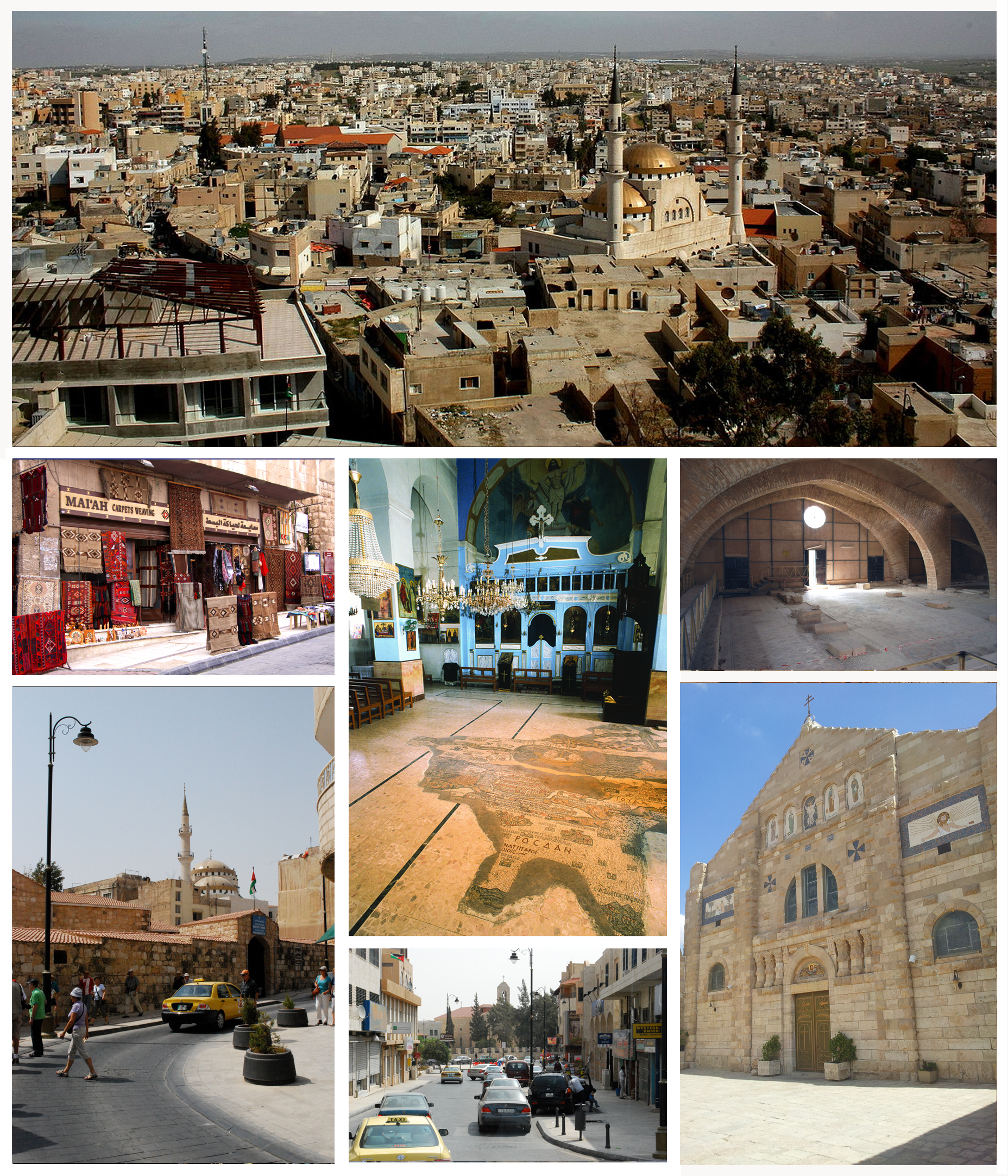
마다바 편집하기

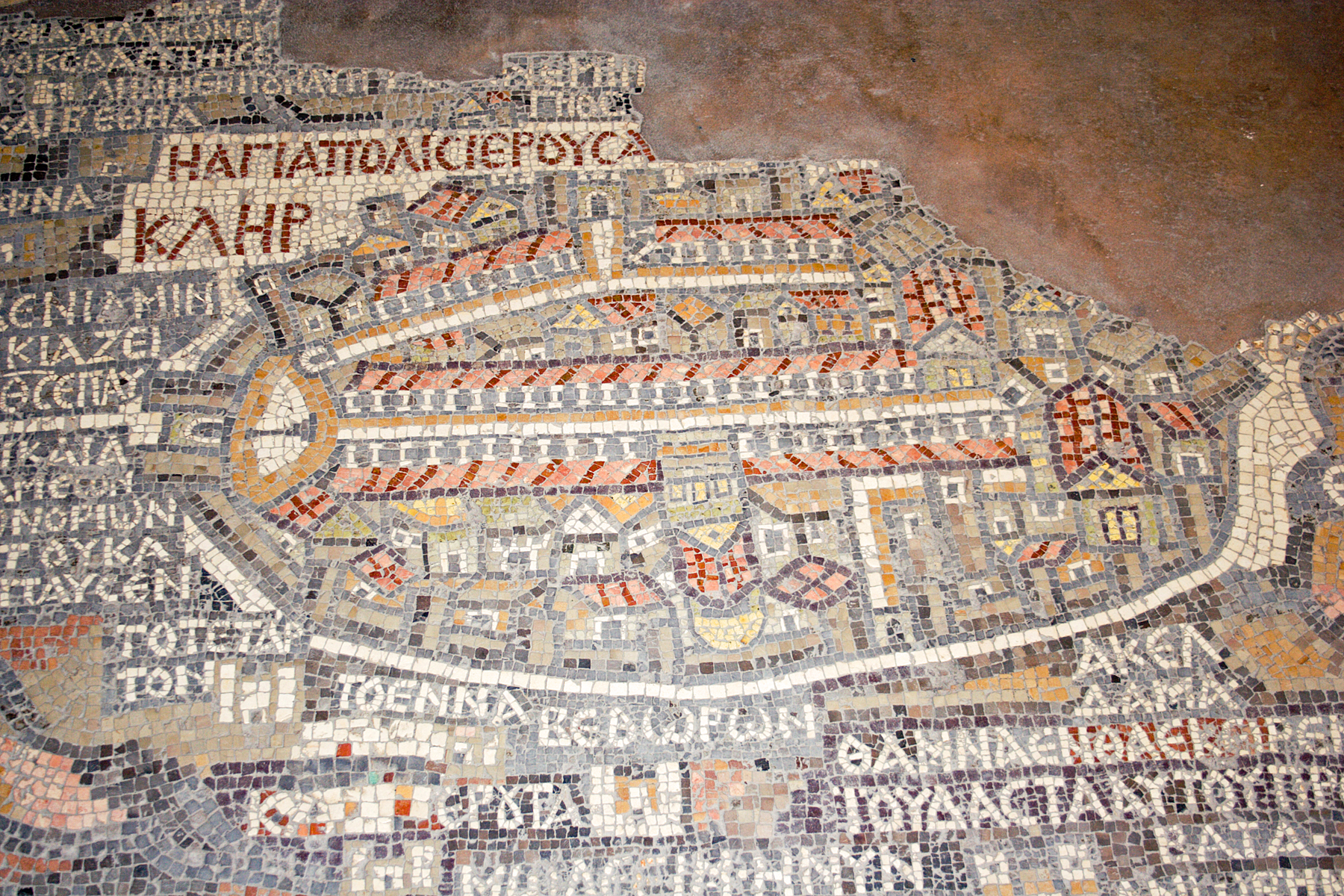
마다바 지도에서 묘사된 예루살렘

마다바(아랍어: مادبا)는 요르단 마다바 주의 주도로, 인구는 약 60,000명이며 요르단에서 다섯 번째로 인구가 많은 도시이다. 구약성경에서는 메드바로 등장한다. 암만(요르단의 수도)에서 남서쪽으로 30km 정도 떨어진 곳에 위치한다. 청동기 시대 설립되었으며, 이스라엘 왕국과 모압의 지배를 차례로 받았다. 비잔틴 제국과 우마이야 왕조 시대에 제작된 모자이크 장식으로 유명한 도시이며 특히 모자이크로 만든 성지 지도가 유명하다.
마다바는 요르단의 도시 중에서는 기독교 인구가 가장 많은 도시로, 시가지 곳곳에 기독교 각 종파의 교회나 성당이 있다. 유명한 여행지로는 성 조지 그리스 정교회 성당, 세례자 요한 로마 가톨릭 성당, 마다바 고고학 공원, 마다바 고고학 박물관 등이 있다.

## 기후
| Madaba의 기후                       | Madaba의 기후 | Madaba의 기후 | Madaba의 기후 | Madaba의 기후 | Madaba의 기후 | Madaba의 기후 | Madaba의 기후 | Madaba의 기후 | Madaba의 기후 | Madaba의 기후 | Madaba의 기후 | Madaba의 기후 | Madaba의 기후 |
| 월                                  | 1월           | 2월           | 3월           | 4월           | 5월           | 6월           | 7월           | 8월           | 9월           | 10월          | 11월          | 12월          | 연간          |
| ----------------------------------- | ------------- | ------------- | ------------- | ------------- | ------------- | ------------- | ------------- | ------------- | ------------- | ------------- | ------------- | ------------- | ------------- |
| 일평균 최고 기온 °C (°F)            | 12.2 (54.0)   | 13.9 (57.0)   | 16.9 (62.4)   | 22.2 (72.0)   | 26.5 (79.7)   | 29.2 (84.6)   | 30.2 (86.4)   | 30.3 (86.5)   | 29.3 (84.7)   | 26.5 (79.7)   | 20.1 (68.2)   | 13.7 (56.7)   | 22.6 (72.7)   |
| 일평균 최저 기온 °C (°F)            | 3.3 (37.9)    | 4.1 (39.4)    | 5.8 (42.4)    | 9.0 (48.2)    | 12.1 (53.8)   | 14.8 (58.6)   | 16.4 (61.5)   | 16.7 (62.1)   | 15.1 (59.2)   | 12.5 (54.5)   | 8.8 (47.8)    | 4.6 (40.3)    | 10.3 (50.5)   |
| 평균 강수량 mm (인치)               | 81 (3.2)      | 75 (3.0)      | 63 (2.5)      | 16 (0.6)      | 5 (0.2)       | 0 (0)         | 0 (0)         | 0 (0)         | 0 (0)         | 4 (0.2)       | 36 (1.4)      | 66 (2.6)      | 346 (13.6)    |
| 출처: Climate-Data.org,Climate data |               |               |               |               |               |               |               |               |               |               |               |               |               |